# Сабин-Гус, Иван Юрьевич
Иван Юрьевич Сабин-Гус (6 [18] октября 1862, Ялта, Таврическая губерния — 8 декабря 1920, Багреевка, Таврическая губерния) — русский педагог и муниципальный деятель, статский советник. Городской Голова Витебска (1903—1912). Директор Витебской женской гимназии (1905—1908), директор Ялтинской Александровской мужской гимназии (1912—1920). Жертва красного террора в Ялте в 1920 году.

## Биография
Дворянского происхождения. Имел брата Давида, позднее преподавателя Первой Тифлисской гимназии, статского советника, Степана, державшего фотоателье в Петербурге.
Родился 6 октября 1862 года в Ялте и учился в Ялтинской прогимназии. После окончания исторического факультета Санкт-Петербургского университета был направлен на работу в Витебск, где преподавал историю и географию. С 1897 года заведовал Витебским церковно-археологическим древлехранилищем (собрание памятников белорусской церковной старины). 3 апреля 1903 года надворный советник И. Ю. Сабин-Гус был избран на должность Городского головы Витебской городской управы, а через 5 лет статский советник И. Ю. Сабин-Гус был переизбран ещё на один срок. В его срок полномочий состоялось открытие 21 ноября 1910 года Витебского учительского института. Председатель Витебской городской санитарной комиссии. Член с 1910 года Витебской учёной архивной комиссии.
С 1905—1908 годах директор Витебской женской гимназии, первоначально размещавшейся на улице Суворовской в доме Митова, затем в доме Гуревича на Пушкинской улице.
1 сентября 1912 года И. Ю. Сабин-Гус был назначен директором Ялтинской Александровской мужской гимназии. При нём при гимназии был устроен сад, оборудованы учебные мастерские. Он стал членом многочисленных государственных и общественных комиссий Крыма. Директорство Сабин-Гуса пришлось на Первую мировую войну. Министерство народного просвещения сократило в гимназии с января 1915 года 30 казенных стипендий для нуждающихся учеников. В гимназии было введено обучение военному строю. Гимназисты занимались в военных казармах в Ливадии. Обучение с 1915 года в гимназии стало укороченным. 23 января 1915 года состоялся досрочный выпуск гимназистов мужской гимназии — каждому добровольцу повесили на шею золотой крест и благословили.
В гимназии устраивались концерты, вечера с танцами, ставились спектакли. Так, 13 ноября Обществом пособия недостаточным учащимся местных гимназий был устроен музыкально-драматический вечер. Давали комедию Кулибова «Которая из двух», живые картины по поэме Пушкина «Цыгане». По окончании вечера ученики благодарили главную устроительницу вечера О. Л. Сабин-Гус, а также директора гимназии И. Ю. Сабин-Гуса.

Председатель Ялтинского отделения Крымско-кавказского горного клуба.

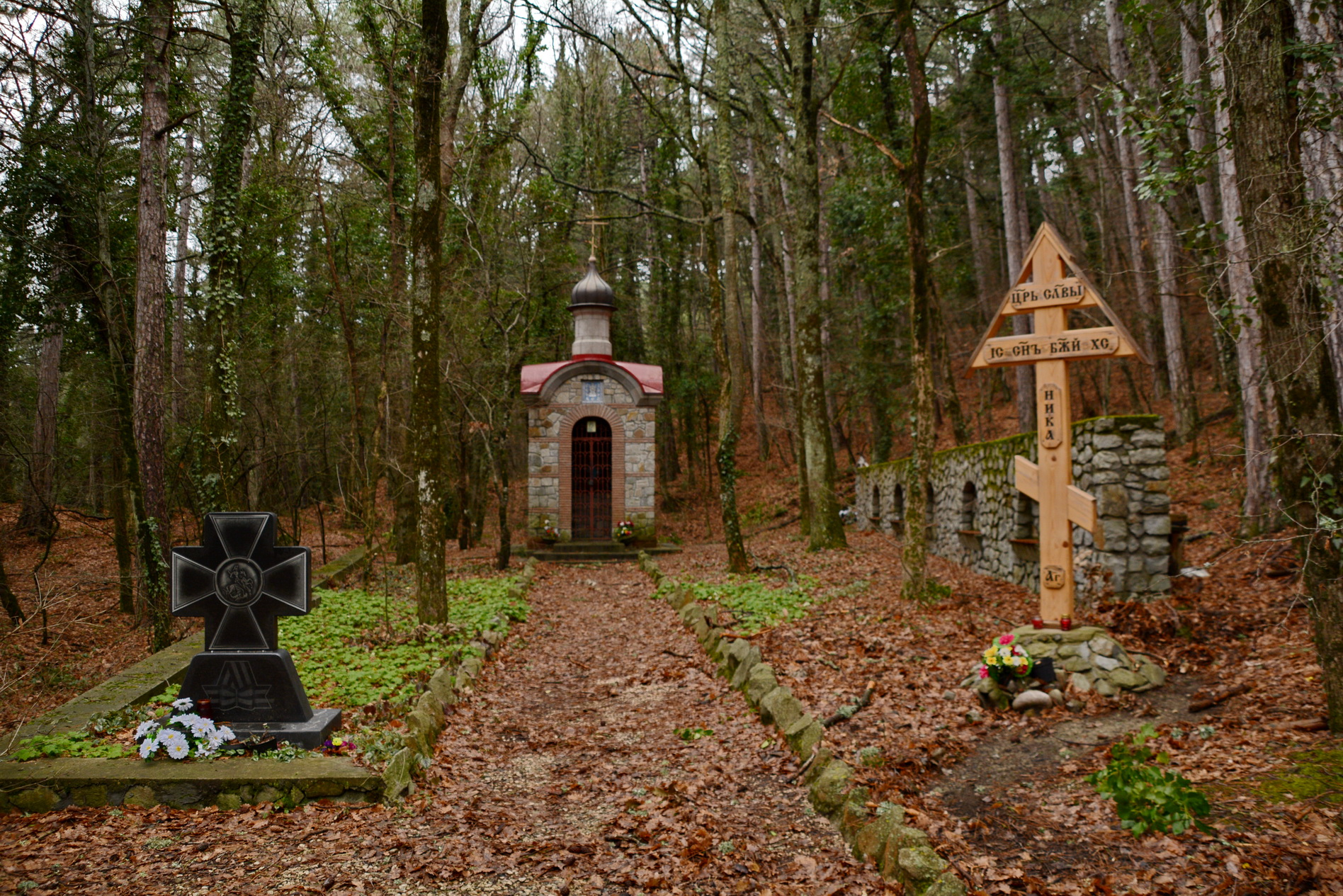
Часовня и мемориал на месте расстрелов в Багреевке

Семья проживала в Витебске и переехала в Ялту во время Первой мировой войны. Семья Сабина-Гуса проживала при здании гимназии в Ливадии.
В декабре 1920 года, после занятия Ялты Красной армией и наступления красного террора, И. Ю. Сабин-Гуса арестовали, а затем по постановлению чрезвычайной тройки Крымской ударной группы управления особых отделов ВЧК при РВС Южного и Юго-Западного фронтов под председательством Чернабрывого, членов Э. М. Удриса и Гунько-Горкунова он был расстрелян в Багреевке.

## Семья
- жена — Ольга Леонтьевна, в девичестве Бобровская, дочь коллежского советника
- дети: Борис, Анатолий и Елена[1].